# Politique au Saguenay–Lac-Saint-Jean

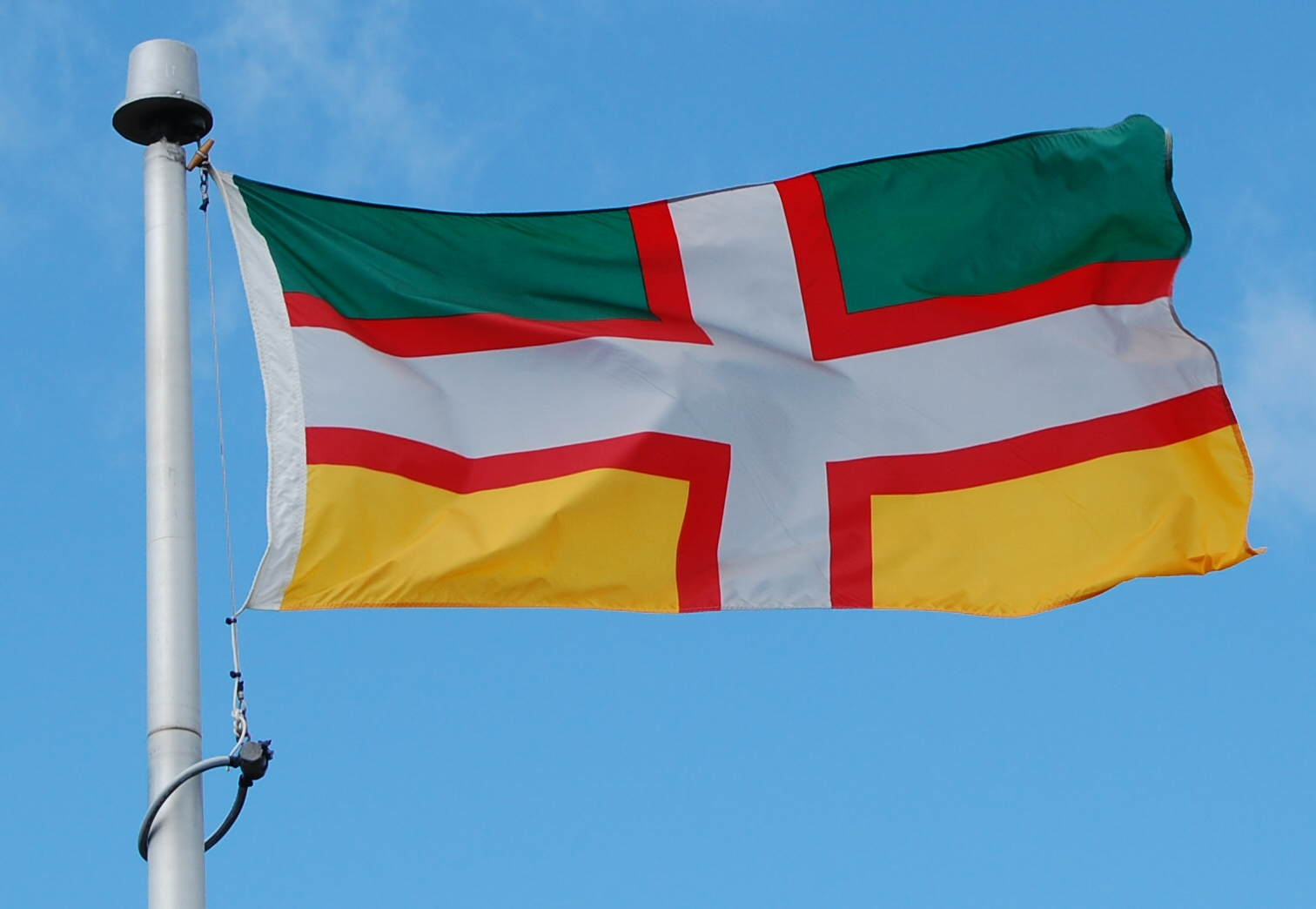
Drapeau régional

La politique au Saguenay–Lac-Saint-Jean est la représentation des différents paliers gouvernementaux publics élus démocratiquement et les différents organismes politiques agissant dans cette région administrative du Québec, au Canada. Colonisé un peu avant la Confédération canadienne de 1867, le poids politique du Saguenay–Lac-Saint-Jean, relatif au nombre d'électeurs, n'a cessé de croitre jusque dans les années 1990 où il plafonne avant d'être réduit pour des raisons démographiques. Cette nouvelle tendance est particulièrement observable depuis la perte en 2004 d'un siège au palier fédéral. La région passe ainsi de 4 à 3 députés au parlement canadien depuis la suppression du comté Lac-Saint-Jean—Saguenay.

## Historique de la représentation dans les différents paliers gouvernementaux

### Gouvernement fédéral

#### 32elégislaturedu Canada - 1980
| Roberval                                | Roberval | Lac-Saint-Jean                          | Lac-Saint-Jean | Jonquière                                 | Jonquière | Chicoutimi                               | Chicoutimi |
| --------------------------------------- | -------- | --------------------------------------- | -------------- | ----------------------------------------- | --------- | ---------------------------------------- | ---------- |
|                                         |          |                                         |                |                                           |           |                                          |            |
| Suzanne Beauchamp-Niquet Libéral        | 17 724   | Pierre Gimaïel Libéral                  | 21 267         | Gilles Marceau Libéral                    | 22 202    | Marcel Dionne Libéral                    | 20 821     |
|                                         |          |                                         |                |                                           |           |                                          |            |
| Charles Arthur Gauthier Créditiste      | 14 832   | Lucien Fortin Progressiste-conservateur | 4 608          | Jacques Hubert Néo-démocrate              | 4 444     | Rodrigue Bégin Progressiste-conservateur | 5 607      |
|                                         |          |                                         |                |                                           |           |                                          |            |
| Carol André Simard Néo-démocrate        | 569      | Jean-Denis Bérubé Néo-démocrate         | 3 465          | Harold Lévesque Créditiste                | 1 315     | Marc St-Hilaire Néo-démocrate            | 2 926      |
|                                         |          |                                         |                |                                           |           |                                          |            |
| Paul Desbiens Progressiste-conservateur | 507      | Paul-Henri Tremblay Créditiste          | 2 821          | Marcel Mireault Progressiste-conservateur | 1 126     | Hilaire Vézina Créditiste                | 1 110      |
|                                         |          |                                         |                |                                           |           |                                          |            |
| Donald Bobette Simard Rhinocéros        | 503      | Béru Louis Briand Rhinocéros            | 1 159          | Luc Trottier Union populaire              | 380       | Carol Lavoie Union populaire             | 375        |
|                                         |          |                                         |                |                                           |           |                                          |            |
| Richard Fecteau Union populaire         | 252      | John J. Walsh Marxiste-léniniste        | 127            |                                           |           |                                          |            |

#### 33elégislaturedu Canada - 1984
| Roberval                                  | Roberval | Lac-Saint-Jean                            | Lac-Saint-Jean | Jonquière                                       | Jonquière | Chicoutimi                             | Chicoutimi |
| ----------------------------------------- | -------- | ----------------------------------------- | -------------- | ----------------------------------------------- | --------- | -------------------------------------- | ---------- |
|                                           |          |                                           |                |                                                 |           |                                        |            |
| Benoît Bouchard Progressiste-conservateur | 22 981   | Clément M. Côté Progressiste-conservateur | 25 270         | Jean-Pierre Blackburn Progressiste-conservateur | 18 217    | André Harvey Progressiste-conservateur | 22 304     |
|                                           |          |                                           |                |                                                 |           |                                        |            |
| Suzanne Beauchamp-Niquet Libéral          | 12 917   | Pierre Gimaïel Libéral                    | 12 683         | Gilles Marceau Libéral                          | 14 088    | Marcel Dionne Libéral                  | 10 736     |
|                                           |          |                                           |                |                                                 |           |                                        |            |
| Marius Tremblay Néo-démocrate             | 837      | Claude Gagnon Néo-démocrate               | 2 132          | Jean Malaison Néo-démocrate                     | 1 870     | Denise Côté Néo-démocrate              | 2 211      |
|                                           |          |                                           |                |                                                 |           |                                        |            |
| Candide Simard Nationaliste               | 422      | Yves Courville Nationaliste               | 813            | Magella Archibald Nationaliste                  | 1 620     | Réjean Fou Fournier Rhinocéros         | 801        |
|                                           |          |                                           |                |                                                 |           |                                        |            |
| Richard Boudrias Bouchard Rhinocéros      | 905      | Marie-Claude Desloges Nationaliste        | 626            |                                                 |           |                                        |            |

| Lac-Saint-Jean                            | Lac-Saint-Jean |
| ----------------------------------------- | -------------- |
|                                           |                |
| Lucien Bouchard Progressiste-conservateur | 16 951         |
|                                           |                |
| Pierre Gimaïel Libéral                    | 10 746         |
|                                           |                |
| Jean Paradis Néo-démocrate                | 2 903          |
|                                           |                |
| Jolly Taylor Indépendant                  | 113            |

#### 34elégislaturedu Canada - 1988
| Roberval                                  | Roberval | Lac-Saint-Jean                                                              | Lac-Saint-Jean | Jonquière                                       | Jonquière | Chicoutimi                             | Chicoutimi |
| ----------------------------------------- | -------- | --------------------------------------------------------------------------- | -------------- | ----------------------------------------------- | --------- | -------------------------------------- | ---------- |
|                                           |          |                                                                             |                |                                                 |           |                                        |            |
|                                           |          |                                                                             |                |                                                 |           |                                        |            |
| Benoît Bouchard Progressiste-conservateur | 26 717   | Lucien Bouchard Progressiste-conservateur (1988-1990) Bloquiste (1990-1993) | 23 112         | Jean-Pierre Blackburn Progressiste-conservateur | 21 523    | André Harvey Progressiste-conservateur | 30 699     |
|                                           |          |                                                                             |                |                                                 |           |                                        |            |
| Martin Cauvier Libéral                    | 4 219    | Jean Paradis Néo-démocrate                                                  | 6 348          | Françoise Gauthier Néo-démocrate                | 7 026     | Laval Gauthier Libéral                 | 8 047      |
|                                           |          |                                                                             |                |                                                 |           |                                        |            |
| Réjean Lalancette Néo-démocrate           | 3 318    | Bertrand Bouchard Libéral                                                   | 5 390          | Laval Tremblay Libéral                          | 5 277     | Mustapha Elayoubi Néo-démocrate        | 4 870      |
|                                           |          |                                                                             |                |                                                 |           |                                        |            |
| Mémile Michel Simard Rhinocéros           | 723      |                                                                             |                |                                                 |           |                                        |            |

#### 35elégislaturedu Canada - 1993
| Roberval                                      | Roberval | Lac-Saint-Jean                             | Lac-Saint-Jean | Jonquière                                       | Jonquière | Chicoutimi                             | Chicoutimi |
| --------------------------------------------- | -------- | ------------------------------------------ | -------------- | ----------------------------------------------- | --------- | -------------------------------------- | ---------- |
|                                               |          |                                            |                |                                                 |           |                                        |            |
| Michel Gauthier Bloquiste                     | 18 869   | Lucien Bouchard Bloquiste                  | 27 209         | André Caron Bloquiste                           | 25 061    | Gilbert Fillion Bloquiste              | 29 392     |
|                                               |          |                                            |                |                                                 |           |                                        |            |
| Aurélien Gill Libéral                         | 6 443    | Noël Girard Libéral                        | 5 263          | Jean-Pierre Blackburn Progressiste-conservateur | 6 637     | André Harvey Progressiste-conservateur | 11 038     |
|                                               |          |                                            |                |                                                 |           |                                        |            |
| Henri-Paul Brassard Progressiste-conservateur | 5 793    | Denise Falardeau Progressiste-conservateur | 3 115          | Gilles Savard Libéral                           | 4 519     | Georges Frenette Libéral               | 4 958      |
|                                               |          |                                            |                |                                                 |           |                                        |            |
| Alain Giguère Néo-démocrate                   | 485      | Marie D. Jalbert Néo-démocrate             | 444            | Normand Dufour Loi naturelle                    | 435       | Christine Moore Néo-démocrate          | 541        |
|                                               |          |                                            |                |                                                 |           |                                        |            |
| Karl Bélanger Néo-démocrate                   | 410      |                                            |                |                                                 |           |                                        |            |

## Organisations politiques non-gouvernementales
- Collectif Emma Goldman (UCL-Saguenay)
- Rebelles Saguenay